# Gouviá
Gouviá (Gouvia, Guvia) är en ort i Grekland.   Den ligger i prefekturen Nomós Kerkýras och regionen Joniska öarna, i den västra delen av landet, 400 km nordväst om huvudstaden Aten. Gouviá ligger 1 meter över havet och antalet invånare är 838. Den ligger på ön Korfu.
Terrängen runt Gouviá är kuperad åt nordväst, men åt sydost är den platt. Havet är nära Gouviá åt nordost. Närmaste större samhälle är Korfu, 7,5 km sydost om Gouviá. 